# Список керівників держав 1542 року
Список керівників держав 1542 року — це перелік правителів країн світу 1542 року.
Список керівників держав 1541 року — 1542 рік — Список керівників держав 1543 року — Список керівників держав за роками

## Європа
- Англія
  - Король Англії — Генріх VIII (1509—1547)
- Балканський півострів
  - Герцогство Архіпелагу — Джованні IV (1517—1564)
  - Князь-єпископство Чорногорія — Роміл (1540—1559)
- Балтія
  - Велике князівство Литовське — Сигізмунд I Старий (1506—1548)
  - Дерптське єпископство — Йоганн VI Бей (1528—1543)
  - Езель-Вікське єпископство — Йоганн V фон Мюнхгаузен (1542—1560)
  - Курляндське єпископство — Йоганн IV фон Мюнхгаузен (1540—1560)
  - Лівонський орден — ландмейстер — Герман фон Брюггеней (1535—1549)
  - Ризьке архієпископство — Вільгельм Гогенцоллерн (1539—1563)
  - Держава Тевтонського ордену — великий магістр — Вальтер фон Кронберг (1525—1543)
- Ірландія
  - Айргіалла — Глайсне Ог мак Реамойнн (1521—1551)
  - Десмонд — Домналл ан Друймінін Мак Карті (1516—1558)
  - Тір Еогайн — Конн Баках мак Квінн О'Нейлл (1519—1558)
  - Томонд — король Мурхад Каррах О'Бріан (1539—1543)
- Італія
  - Венеційська республіка — дож П'єтро Ландо (1539—1545)
  - Гуастальське графство — Ферранте I Гонзага (1539—1557)
  - Мантуанське герцогство — герцог Франческо III Гонзага (1540—1550)
  - Мірандола (герцогство) (Ducato della Mirandola) — Галеотто II Піко делла Мірандола (1509—1513; 1513—1550)
  - Герцогство Масси і Каррари — Річарда Маласпіна (1519—1553)
  - Герцогство Модени і Реджо — Ерколе II д'Есте (1534—1559)
  - Монферратське маркграфство — Франческо I (1540—1550)
  - Неаполітанське королівство — Карл V Габсбург (1516—1554)
  - Салуццьке маркграфство — Габріеле ді Салуццо (1538—1548)
  - Сардинське королівство — Хуана I (1516—1555)
  - Сицилійське королівство] — Карл V Габсбург (1516—1556)
  - Сорське герцогство — Джуліо делла Ровере (1539—1578)
  - Принц-єпископство Тренто — Бернардо Клезіо (1514—1539)
  - Урбіно (герцогство) — Гвідобальдо II делла Ровере (1538—1574)
  - Феррарська сеньйорія — Ерколе II д'Есте (1534—1559)
  - Маркграфство Фінале — Альфонсо II дель Карретто (1535—1583)
  - Флорентійське герцогство — Козімо I Медічі (1537—1569)
- Кавказ
  - Картлі — Луарсаб I (1527—1556)
  - Гурійське князівство — Ростом Гурієлі (1534—1564)
  - Самцхе-Саатабаго — вакансія до 1545
  - Кахетинське царство — Леван (1520—1574)
  - Тюменське ханство (Кавказ) — Ак-Кубек (1515—1550)
- Німеччина
  - Герцогство Австрія — Фердинанд I (1522—1564)
  - Князівство Ангальт — Ангальт-Цербст (князівство) — перерва до 1544; Ангальт-Дессау — Йоахим I (1516—1561; з братами); Ангальт-Кетен — Вольфганг (1508—1562)
  - Ансбах (князівство) — Георг (1536—1543)
  - Баварія (герцогство) — Вільгельм IV (1508—1550) і Людвіг X (1508—1545)
  - маркграфство Баден-Дурлах — Ернст (1533—1553); маркграфство Баден-Баден — Філіберт (1536—1569)
  - Байройт (князівство) — Альбрехт II Алківіад (1527—1553)
  - Берг (герцогство) — Вільгельм (1539—1592)
  - Берхтесгаден (пробство) — Вольфґанґ ІІ Ґрійстаттер (1541—1567)
  - Маркграфство Бранденбург — курфюрст Йоахім II (1535—1571)
  - Герцогство Брауншвейг-Люнебург — Ернест І (1539—1546)
  - Принц-єпископство Бріксен — Крістоф Фукс фон Фуксберг (1539—1542); Крістофоро Мадруццо (1542—1578)
  - Вадуц (графство) — Йоганн Людвіг I (1535—1566)
  - Вюртемберг (герцогство) — Ульріх (1534—1550)
  - Вюрцбург (принц-єпископство) — Конрад фон Бібра (1540—1544)
  - Гессен (ландграфство) — Філіпп I (1509—1567)
  - Принц-єпископство Гільдесгайм — Валентин фон Тетлебен (1537—1551)
  - Гольштейн-Піннеберг — Йоанн V (1531—1560)
  - Гоя (графство) (Grafschaft Hoya) — Йобст II (1507—1545)
  - Архієпископ Зальцбургу — вакансія до 1554
  - Пфальц-Цвайбрюккен — Вольфганг (1532—1569)
  - Каммін (єпископство) — Еразм фон Мантейфель-Арнхаузен (1521—1544)
  - Герцогство Каринтія — Фердинанд I (1521—1564)
  - Кельнське курфюрство — Герман V фон Від (1515—1546)
  - Кенігсегг (Königsegg) — барон Йоганн IV (1500—1544)
  - Клеве (герцогство) — Вільгельм (1539—1592)
  - Констанц (князівство-єпископство) — Йоганн фон Везе (1537—1548)
  - Курпфальц — Людвіг V (1508—1544)
  - Ліппе-Детмольд — Бернгард VIII (1536—1563)
  - Любекське князівство-єпископство — Балтазар Рантзау (1536—1547)
  - Архієпископ Майнца Альбрехт Бранденбурзький (1514—1545)
  - Марк (графство) — Вільгельм (1539—1592)
  - Мекленбург-Гюстров — Альбрехт VII Мекленбурзький (1520—1547)
  - Мекленбург-Шверін — Альбрехт VII Мекленбурзький (з братами; 1507—1547)
  - Нассау-Саарбрюккен — граф Йоганн Людвіг фон Нассау-Саарбрюкен (1472—1545)
  - Графство Ольденбург — Йоганн VI (1526—1548)
  - Померанія-Вольгаст-Штольп — Філіп I Вольгастський (1532—1560)
  - Пруссія (герцогство) — Альбрехт (1525—1568)
  - графство Рітберг — Отто IV (1535—1552)
  - Саксен-Лауенбург — Магнус I (1507—1547)
  - граф Тиролю — Фердинанд I (1521—1564)
  - Фельденц (графство) — Вольфганг (1532—1543)
  - Герцогство Штирія — Фердинанд I (1521—1564)
  - Юліх-Клеве-Берг — герцог Вільгельм (1539—1592)
- Піренейський півострів
  - Арагонське королівство — Хуана I (1516—1555)
  - Португальське королівство — король Жуан III (1521—1557)
  - Наваррське королівство — Генріх II (1517—1555)
- Польща — Сигізмунд I Старий (1506—1548)
  - Берутувське князівство — Йоганн Мюнстерберзький (1542—1565)
  - Бжезьке князівство — Фрідріх II Легницький (1521—1547)
  - Герцогство Заган — Моріц (1540—1549)
  - Зембицьке князівство — Георг II Мюнстерберзький (1536—1542); Фрідріх II Легницьки (1542—1547)
  - Любінське князівство — Анна Померанська (1521—1550)
  - Олесницьке князівство — Йоахім Мюнстерберзький з братом (1536—1542); Йоганн Мюнстерберзький (1542—1565)
  - Легницьке князівство — Фрідріх II Легницький (1505—1547)
  - Тешинське герцогство — Вацлав III Адам (1528—1579)
- Астраханське ханство — Абдул-Рахман (1539—1545)
- Касимовське ханство — Шах-Алі (1535—1566)
- Велике князівство Московське — Іван Грозний (1533—1547)
- Казанське ханство — Сафа Ґерай (1535—1546)
- Румунія; Молдова
  - Волощина — господар Раду VII Паїсій (1535—1545)
  - Молдавське князівство — Петру IV Рареш (1541—1546)
- Скандинавія
  - король Данії — Кристіан III (1534—1559)
    - регент Східної Данії Христоф Ольденбурзький (1534—1536)

  - Король Норвегії — Кристіан III (1534–1559)
  - Швеція — Густав I Ваза (1523—1560)
- Угорське князівство — король Фердинанд I (1526—1564)
- Східно-Угорське королівство — Янош II Жигмонд Заполья (1540—1571)
- Україна —
  - Дубровицьке князівство — Гольшанський-Дубровицький Іван Юрійович (1536—1549)
  - Кримське ханство — Сахіб I Ґерай (1532—1551)
- Французьке королівство — Франциск I (1515—1547)
  - Барське герцогство — Антуан Добрий (1508—1544)
  - Гельдерн (графство) — Вільгельм (1538—1543)
  - Голландія — Карл V Габсбург (1515—1555)
  - Люксембург (герцогство) — Карл V Габсбург (1506—1556)
  - Льєзьке єпископство — Корнеліус ван Бергес (1538—1544)
  - Монбельярське графство — Ульріх (1534—1550)
  - Монако — Оноре I (1523—1581)
  - Оранське князівство — Рене де Шалон (1530—1544)
  - Савойське герцогство — Карло III (1504—1553)
  - Фуаське графство — Генріх II (1516—1555)
- Король Богемії (Чехія) — Фердинанд І (1526—1564)
- Шотландія
  - Король Шотландії — Яків V (1513—1542); Марія I Стюарт (1542—1567)
- Святий Престол; Папська держава — папа римський — Павло III (1534—1549)
- Вселенський патріарх — Єремія I Константинопольський (1526—1546)

## Азія
- Близький Схід
  - Рамазаногуллари — Пірі Мехмед-паша Рамазаноглу (1517—1567)
  - Османська імперія — Сулейман I (1520—1566)
  - Шаріфат Мекки — Абу Нумай II (1525—1566)
    - Ємен (еялет) — Мустафа-паша аль-Нашшар (1539—1549)
- Персія; Середня Азія
  - Сефевідський Іран — Тахмасп I (1524—1576)
    - Карабаське беклярбекство — Сардар-бек Байділі-Шамлі (?—1551)
- Індія і Шрі-Ланка
  - Аділ-шахи — Ібрагім I Аділ-шах (1534—1558)
  - Династія Аргун — Хусайн Бег Аргун (1524—1554)
  - Ахмеднагарський султанат — Бурхан-шах I (1510—1553)
  - Ахом — Сухунгмунг (1497—1539); Секленмунг (1539—1552)
  - Бенгальський султанат — у складі Делійського султанату (1538—1554)
  - Берарський султанат — Дар'я Імад-шах (1530—1561)
  - Бідарський султанат — Амір Барід-шах I (1527—1542); Алі Барід-шах I (1542—1580)
  - Віджаянагарська імперія — Ач'ютадеварая Тулува (1529—1542); Венкатапаті I (1542); Садашіварая Тулува (1542—1570)
  - Гархвал (держава) — Махіпат Шах (1527—1552)
  - Султанат Голконда — Султан Кулі Кутб-шах (1518—1543)
  - Гуджаратський султанат — Махмуд-шах III (1537—1554)
  - Джайпур (князівство) — Ратан Сінґх (1537—1548)
  - Джайсалмер (князівство) — Лункаран Сингх (1530—1551)
  - Джодхпур (князівство) — Малдева Ратхор (1532—1562)
  - Імперія Великих Моголів — Хумаюн (1530—1556)
  - Канді (королівство) — Джаявіра Бандара (1511—1552)
  - Кашмірський султанат — Назук-шах (1540—1552)
  - Майсур (князівство) — Чамараджа Водеяр III (1513—1553)
  - Малавський султанат — Кадір-шах (1537—1542); Шуджаат-хан (1542—1555)
  - Династія Малла — Амара Малла (1530—1560)
  - Мевар (князівство) — Удай Сінґх II (1540—1572)
  - Мустанг (королівство) — Г'яхор Палден (? — 1550)
  - Хандеський султанат — Міран Мубарак-шах (1537—1566)
  - Джафна (держава) — Чанкілі І (1519—1561)
  - Котте (королівство) — Бгуванайкабаху VII (1528—1551)
  - Сітавака — Маядуне (1521—1581)
- Індонезія; Південно-Східна Азія
  - Султанат Ачех — Алауддін аль-Кахар (1537/1539-1571)
  - Аюттхая (королівство) — Чайрача (1533—1546)
  - Банджармасін (султанат) — Суріансіах (1520—1546)
  - Брунейська імперія — Саїф Ріджал (1530? — 1581)
  - Гантаваді — Сав Лагун Ейн (1541—1550)
  - Демак (султанат) — Пангеран Сунан Транггана (1521—1548)
  - Джамбі (султанат) — Панембахан Ренгас Пандак (1540—1565)
  - Султанат Джохор — Алауддін Ріаят-шах II (1528—1564)
  - Династія Мак — Мак Хіен Тонг (1540—1546)
  - Ланна (держава) — Сайкхам (1538—1543)
  - Лансанг — Потісарат I (1520—1548)
  - Пагаруюнг — Мегаварна (1540—1570)
  - Суріди — Шер Шах Сурі (1539—1545)
  - Могн'їн (князівство) — Со Лон II (1533—1547)
  - Ава (М'янма) — Тоханбва (1527—1542); Конмаїнг (1542—1555)
  - Магінданао (султанат) — Шаріф Кабунгсуван (1520—1543)
  - Маніла (країна) — Раджа Матанда (1521?-1558?)
  - М'яу-У — Мінбін (1531—1554)
  - П'ї (царство) — Мінхаунг (1539—1542). Захоплено військами Таунгу.
  - Кедах (султанат) — Махмуд Шах II (1506—1547)
  - Пандуранга — По Кунарай (1541—1553)
  - Султанат Сулу — Амірул-Умара (Муїззул Мутаваддін, Насіруддін; 1519—1579)
  - Таунгу — Табіншвехті (1530—1550)
  - Тернатський султанат — султан Хайрун Джамілу (1535—1570)
  - Тідорський султанат — Аміруддін Іскандар (1526—1550)
- Кхмерська імперія — Анг Чан I (1516—1556)
- Накхонситхаммарат (держава) — Пхрая Шрі Таммарат (1535 — до 1553)
- Китай; Монголія
  - Тибет — десі (регент-володар) — Нгаван Таші Дракпа (1499—1554)
    - У-Цанг — Нгаван Намг'ял (1512—1517; 1517—1544)

  - Династія Мін — Чжу Хоуцун (1521—1567)
  - Династія Північна Юань — Боді-Алаґ-хан (1519—1547)
- Окінава; Королівство Рюкю — Сьо Сеі (1526—1555)
- Корея
  - Чосон — Чунджон (1506—1544)
- Середня Азія і Сибір
  - Балхське ханство — Кістін Кара-султан (1526—1544)
  - Дербен-Ойрат — Хонгор-нойон (1530—1577)
  - Казахське ханство — Хак-Назар-хан (1537—1580)
  - Марашіян — Амір-Шахі (1527—1546)
  - Східний Могулістан — Мансур-хан (1503/1508-1543)
  - Ногайська орда — Шейх-Мамай-бей (1541—1549)
  - Сибірське ханство — Бек-Булат (1530—1563)
  - Хівинське ханство — Кахлан-хан (1540—1547)
  - Держава Шейбанідів — Абдуллатіф-хан (1540—1551)
  - Яркендське ханство — Абд ар-Рашид-хан I (1533—1559)
- Японія — Імператор Ґо-Нара (1526—1557)

## Африка
- Адал — Ахмад ібн Ібрагім аль-Ґазі (1526—1543)
- Алжирський еялет — Хайр ад-Дін Барбаросса (1525—1533; бейлербей (1533—1546); фактичний правитель — Гасан-ага (1533—1545)
- Аллада (держава) — Агагнон (1530—1540); Агбангба (1540—1550)
- Багірмі (королівство) — Лубатко (1536—1548)
- Бамум (держава) — мфон Нгоу І (1519—1544)
- Борну — Мухаммад V (1526—1545)
- Буганда — Накібінде (1524—1554)
- Варсангалі (султанат) — гараад Юсуф (1525—1555)
- Ваттасиди — Абу'л-Аббас Ахмад (1526—1549)
- Імперія Волоф — Бірайма Д'єме-Кумба (1527—1543)
- Імператор Ефіопії — Ґелавдевос (1540—1559)
- Єгипетський еялет — Дауд-паша (1538—1549)
- Заяніди — Абу Заян III (1540—1543)
- Королівство Імерина — Андріаманелу (1540—1575)
- Койя (королівство) — Фаріма I (1505—1550)
- Королівство Конго — Афонсу I (1509—1542); Педру I (1542—1545)
- Імперія Малі — Махмуд III (1496—1559)
- Мономотапа — мвене-мутапа Нешангве Мунембіре (1530—1550)
- Ндонго — Нгола Кілуанджі Кіа Самба (1515?–1556)
- Нрі — Езе Нрі Фенену (1512—1582)
- Салум — Латмінге Ділен Ндіає (1520—1543)
- Сеннар (султанат) — Наїль (1535—1551)
- Імперія Сонгаї — Аскія Ісхак I (1539—1549)
  - Імперія Фута Торо — Гелааджо Бамбі (1539—1563)
- Хафсіди — Абу Абдаллах Мухаммад V аль-Хасан (1526—1543)

## Південна Америка
- Інки — Інка Вількабамби Манко Юпанкі (1537—1544)
- Віцекоролівство Перу — Крістобаль Ваца де Кастро (1541—1544)
- Генерал-капітанство Чилі — Педро де Вальдивія (1541—1554)

## Північна Америка
- Маяпанська ліга — Кокоми; Ах-Куат-Начі (дон Хуан) Коком (1531—1551)
- Тескоко (держава) — Тлауітолцин (1539—1564)
- Тутуль Шіу — Мо-Чан Тутуль-Шіу (1536—1545)